# Марк Фабий Вибулан (консул 442 года до н. э.)
Марк Фабий Вибулан (лат. Marcus Fabius Vibulanus; V век до н. э.) — римский политический деятель и военачальник, консул 442 года до н. э. и военный трибун с консульской властью 433 года до н. э.

## Биография
Марк принадлежал к патрицианскому роду Фабиев и был сыном трёхкратного консула Квинта Фабия Вибулана, согласно ряду источников, оставшегося после битвы при Кремере единственным представителем рода. Братья Марка Квинт и Нумерий тоже занимали консульские должности.
Диодор Сицилийский утверждает, что Марк Фабий был консулом ещё в 457 году до н. э., но его данные ничем больше не подтверждаются. В 442 году Марк Фабий занял консульскую должность вместе с Постумом Эбуцием Гельвой. Главным событием этого года стал вывод колонии в Ардею; консулы организовали это таким образом, что местным жителям была возвращена земля, отнятая у них прежде несправедливым римским судом. За это Фабия и Эбуция по истечении их полномочий попытались привлечь к суду, но они сами уехали в Ардею.
В 437 году Марк Фабий был легатом диктатора Мамерка Эмилия Мацерина во время войны с Фиденами. В 433 году он стал одним из трёх военных трибунов с консульской властью; из-за эпидемии чумы в этом году ничего не происходило.
В 431 году до н. э. Марк Фабий снова был легатом: он командовал конницей в большом сражении с эквами и вольсками и был ранен в бедро, но тем не менее не оставил поле боя. Антиковеды полагают, что этот эпизод, как и первое легатство Вибулана, — вымысел анналистов.
У Марка Фабия было трое сыновей: Квинт, Нумерий и Кезон. Все они были военными трибунами с консульской властью в 390 году до н. э. и занимали высшие должности в другие годы.